# Filhos de João, O Admirável Mundo Novo Baiano
Filhos de João, O Admirável Mundo Novo Baiano é um documentário brasileiro de 2009, dirigido por Henrique Dantas. 
O filme mostra a carreira da banda Novos Baianos e a influência de João Gilberto no seu estilo musical. Também aborda temas como a contracultura, o Tropicalismo e a ditadura militar no Brasil. Baby Consuelo chegou a ser entrevistada, mas não autorizou o uso das imagens no filme por não chegar a um acordo com a produtora sobre a sua remuneração.

## Prêmios
- Festival In-Edit Brasil 2009: Melhor filme
- Festival de Brasília 2011: Melhor filme (voto popular), Prêmio especial do júri[5]